# サキシマカナヘビ
サキシマカナヘビ（先島金蛇、学名：Takydromus dorsalis）は、カナヘビ科カナヘビ属に分類されるトカゲ。

## 分布
日本（石垣島、西表島、黒島及び小浜島）固有種。

## 形態

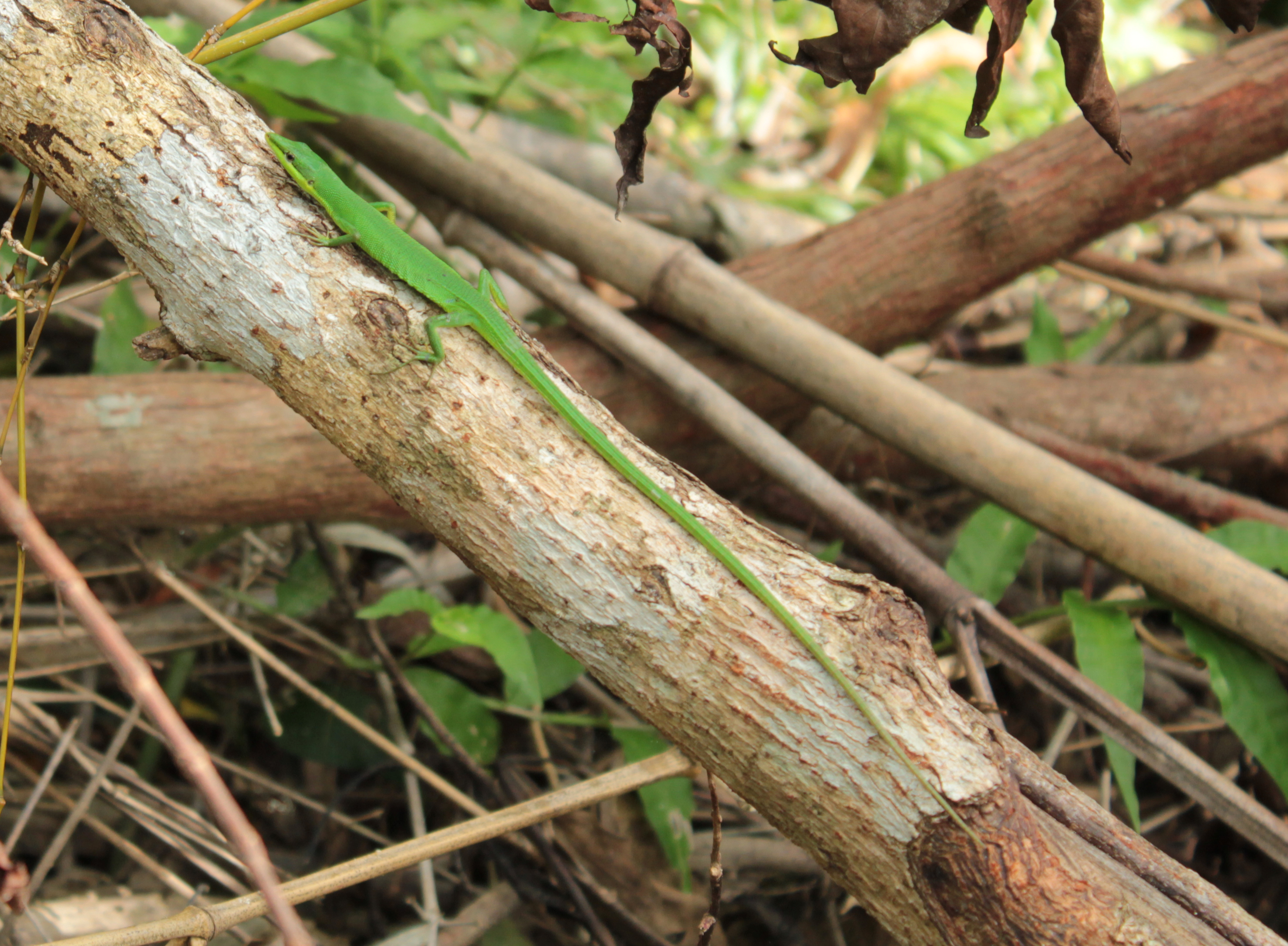
サキシマカナヘビ

全長26-30センチメートルと、日本に分布するカナヘビ科の構成種では最大種。尾は長く全長の3/4に達する。背面は丸みを帯びた小型鱗で覆われる。大腿部にある小さい孔の空いた鱗（大腿孔）の数は4。体色は背面は黄緑色や青緑色で、腹面は黄白色や白、淡黄緑色。胴体には特に斑紋がないが、頭部には鼻先から眼を通ってその後ろまで、黒い条紋がはいる。雌雄での体色の差はない。全体の形はカナヘビに似ており、色彩も含めてアオカナヘビにも似ているが、上記のように他のカナヘビ類のように、背面に低い縦稜が並んでいないのがはっきりした違いである。

## 分類
背面の鱗に筋状の盛り上がり（キール）がないことなどから本種のみでサキシマカナヘビ属Apeltonotusに分割されたこともあったが、現在では無効とする説が有力。

## 生態
森林に生息する。樹上棲で、幼体は草や低木の上で生活し、成体は樹冠にまで進出するが、地表に降りることもある。
食性は動物食で、昆虫などを食べる。
繁殖形態は卵生。春から秋にかけて1回に1-2個の卵を数回に分けて産む。

## 人間との関係
石垣市では、2015年5月1日に施行された石垣市自然環境保全条例により、捕獲・殺傷が禁止された。この条例は竹富町に属する西表島、黒島、小浜島は対象外であったが、2020年に国内希少野生動植物種に指定され、卵も含め捕獲、採取、譲渡、販売などが原則禁止されている。小浜島・黒島の個体群は、沖縄県版レッドデータブックでは絶滅のおそれのある地域個体群とされている。
絶滅危惧II類 (VU)（環境省レッドリスト）